# Nesticus taim
Espèce
Nesticus taim est une espèce d'araignées aranéomorphes de la famille des Nesticidae.

## Distribution
Cette espèce est endémique du Brésil. Elle se rencontre au Rio Grande do Sul et au Minas Gerais,.

## Description
Le mâle holotype mesure 1,37 mm.

## Étymologie
Son nom d'espèce lui a été donné en référence au lieu de sa découverte, la station écologique de Taim.

## Publication originale
- Ott & Lise, 2002 : On Nesticus from meridional South America (Araneae, Nesticidae). Iheringia, Série Zoologia, vol. 92, no 4, p. 59-71 (texte intégral).